# ماتيوس غارسيا بورغز
ماتيوس غارسيا بورغز (بالبرتغالية: Mateus Garcia Borges‏) هو لاعب كرة قدم برازيلي في مركز الوسط، ولد في 25 يونيو 1983 في ريبيراو بريتو في البرازيل. لعب مع فيتوريا سيتوبال.

## وصلات خارجية
- ماتيوس غارسيا بورغز على موقع قاعدة بيانات كرة القدم.إي يو (الإنجليزية)
- ماتيوس غارسيا بورغز على موقع Soccerway.com (الإنجليزية)